# محطة الشويخ
محطة الشويخ لتوليد الطاقة الكهربائية وتقطير المياه هذه المحطة من أقدم محطات دولة الكويت ولكن الغزو العراقي على دولة الكويت دمر التوربينات البخارية بها وكذلك التوربينات الغازية وقد أعيد إعمار المراجل والتوربينات وهي الآن تعمل والمحطة تقع على الساحل الجنوبي لخليج الكويت في غرب مدينة الكويت.